# Subtitulat cinematogràfic
S'entén per subtitulatge cinematogràfic la projecció d'un text, que correspon al que els actors reciten, a la part inferior de la pantalla. A diferència del doblatge, el subtitulatge no modifica el contingut original sinó que simplement n'és una transcripció escrita. Va sorgir amb l'arribada del cinema sonor (1927), amb l'objectiu de traduir pel·lícules que, a diferència del cinema mut, ja no estaven constituïdes a base d'imatges universals, comprensibles per a tothom. Aquest nou problema causat per les limitacions que suposava dependre d'un guió en un sol idioma, va portar a la necessitat de trobar noves solucions.

### Aspectes tècnics
El subtitulatge presenta una sèrie de problemes tècnics que dificulten la seva execució: d'una banda, l'espai disponible a la pantalla és limitat, cosa que provoca la fragmentació del text i, a més, la falta de contrast entre el fons de la imatge i el color dels subtítols, cosa que obstaculitza molt la seva comprensió. És important, doncs, que els subtítols estiguin ben sincronitzats amb la parla dels actors, cosa que obliga a retallar i simplificar el text escrit. D'altra banda, el fet que l'ull humà tingui la capacitat mitjana de lectura d'un segon per una paraula que contingui de 5 a 8 lletras. En aquest període, passen per la pantalla 24 imatges, cosa que a vegades provoca xocs visuals que no es poden evitar. A més, el fet d'haver de llegir els subtítols impedeix a l'espectador veure correctament la pantalla completa, ja que s'haurà de centrar en la part inferior, privant-se de part de la imatge. Per acabar, la introducció d'un text escrit a la pantalla pot alterar l'estètica de la imatge, y suposa per a l'espectador un esforç extra, ya que haurà d'estar pendent de llegir mentre es fixa en allò que succeeix a la resta del pla.
Malgrat tot, el subtitulatge és una molt bona opció a l'hora de traducir pel·lícules en diversos idiomes, perquè representa la solució més econòmica, molt més que el doblatge.
Perquè los subtítols siguin llegibles, és recomanable que cada línia romangui a la pantalla uns tres segons. També és de gran rellevància tenir en compte que, al marge del temps mínim que l'espectador necessita per llegir, els subtítols han de correspondre amb allò que succeeix a la pantalla. Per exemple, en el cas d'un diàleg, no han de romandre molt més temps del que triguen els actors en recitar el text, ja que podria resultar confús. De la mateixa manera, quan un actor està parlant fora de camp, els subtítols hauran d'aparèixer només quan aquest entri en escena. Les oracions hauran de ser el més clares i senzilles possible, exceptuant casos en els quals el text original sigui ambigu o confús per exigències del gió (per exemple, perquè un dels personatges està delirant).
Hauran de ser, a més, força neutres. Totes les exclamacions seran prescindibles, perquè haurà de ser l'actor qui faci comprendre a l'espectador el to amb què es diu cada línia. És important que cada línia aparegui a la pantalla d'una en una, tot i que sovint resulta impossible, perquè el llenguatge oral és massa extens, i s'ha de prioritzar que els subtítols estiguin sincronitzats amb el text original. Per això, és habitual veure fins a tres línies a alhora, tot i que per a l'espectador sigui més difícil llegir sense cansar-se. Per una altra banda, i en relació amb la impossibilitat de projectar més de tres línies alhora, la fragmentació de frases és molt freqüent. Per això, serà necessari que cada subtítol finalitzi amb tres punts suspensius, i que el següent text aparegui encapçalat per dos punts, per indicar que el text ha estat fragmentat, i facilitar una lectura continua a l'espectador.
Aquí s'amaguen, també, una sèrie de consideracions lingüístiques: la fragmentació no pot realitzar-se de manera aleatòria, sinó que s'ha de tenir en compte l'estructura de l'oració per a poder tallar-la sense que perdi el sentit. En el cas de les subordinades, per exemple, aquesta tasca resulta força senzilla: simplement s'hauran de separar les dues proposicions, marcades per la clàusula subordinada. D'aquesta manera s'aconsegueix una fragmentació òptima, que permet mantenir la coherència des d'un punt de vista lingüístic, i per a l'espectador resultarà més natural el salt d'una línia a una altra, facilitant notablement la comprensió.
En el cas de diàlegs molt extensos que no permeten fragmentar el text en tantes petites parts, una cosa molt comuna és projectar a la vegada el text que reciten dos actors diferents alhora, diferenciant-los amb l'ús de guions i inclús de colors diferents.
Es poden introduir, a més, algunes onomatopeies (com per exemple, BUM) que es podran explicar de manera més concreta en cas que sigui necessari per a no crear ambigüetat (dient, per exemple, BOMBA). Aquests tipus de recursos es troban especialment en subtítols destinats a un públic amb incapacitat auditiva, on és comú afegir explicacions sobre el to de veu dels personatges, en cas que els seus gestos no permetin esbrinar el seu estat d'ànim.